# Michele Tedeschi Rizzone
Michele Tedeschi Rizzone, marchese dello Scaro (Modica, 18 ottobre 1840 – Pozzallo, 14 luglio 1898) è stato un politico, patriota e militare italiano. 

Stemma della famiglia Polara, di cui Michele Tedeschi Rizzone entrò a far parte dopo aver sposato la marchesa Concetta Polara.

Fu senatore del Regno d'Italia nella XVII legislatura e più volte deputato.

## Biografia
Il marchese Tedeschi Rizzone nacque a Modica il 18 ottobre 1840 da una nobile famiglia siciliana. Suo padre, Carlo Rizzone, fu patriota e massone, e sua madre Francesca Tedeschi Impellizzeri proveniva da una delle famiglie più illustri della nobiltà modicana.
Con Real Decreto del 18 aprile 1855, Michele chiese e ottenne, per desiderio del nonno materno Corrado Tedeschi, l’anteposizione del cognome Tedeschi a quello paterno. Anche il fratello Corrado fu attivo politicamente e fu deputato tra il 1909 e il 1919. La sorella Antonietta fu madre del fisico Giovan Pietro Grimaldi e del botanico Clemente Grimaldi.
Sposò la marchesina Concetta Polara Galazzo, figlia del marchese Giorgio Polara Lorefice, da cui ereditò un cospicuo patrimonio e la Villa Tedeschi di Pozzallo, che fece restaurare e ampliare, commissionando anche la costruzione di una cappella gentilizia dedicata a Santa Rosalia.  Il figlio Corrado fu podestà di Pozzallo dal 1927 al 1943 e assessore comunale per la Democrazia Cristiana dal 1952 al 1956.
Morì il 14 luglio 1898 nella sua residenza estiva a Pozzallo e fu sepolto nella cappella privata annessa alla villa.

## Carriera politica
Di orientamento liberale, partecipò attivamente al Risorgimento, insieme al padre e ad altri nobili modicani come il barone Filippo De Leva. Intrattenne rapporti epistolari con patrioti esiliati a Malta e, per questa attività, fu condannato al domicilio coatto tra Noto e Augusta nel 1858.
Fu presidente della commissione incaricata di raccogliere i voti del plebiscito del 1860 per l’annessione della Sicilia al Regno d’Italia e di quella per l’istituzione del tribunale circondariale di Modica.
Fu eletto per la prima volta nel Consiglio comunale di Modica nel 1864, divenendo assessore nel 1865. Con Regio Decreto del 24 maggio 1868 fu nominato delegato straordinario del Comune di Modica, e il 28 ottobre 1868 fu nominato sindaco. Fu nuovamente sindaco il 3 dicembre 1892.
Dal 1868 fu membro del Consiglio provinciale di Siracusa, dove ricoprì numerosi incarichi: presidente per l’anno 1876-77, vice presidente per gli anni 1882-83, 1884-85 e 1891-92, deputato dirigente per il 1883-84, e primo presidente elettivo della Deputazione provinciale nel 1889-90, rieletto per il biennio 1893-94.
Si impegnò anche per lo sviluppo del Liceo classico Tommaso Campailla, contribuendo al suo riconoscimento come liceo governativo di 2ª classe con Regio Decreto del 10 agosto 1878.
Fu eletto deputato alla Camera il 20 novembre 1870 per la Sinistra storica e fu riconfermato nel 1874, 1876 e 1880. Non venne rieletto nel 1882. Fu nominato senatore del Regno il 4 dicembre 1890.

## Carriera militare
Fece parte della Guardia Nazionale di Modica. Con Regio Decreto del 14 maggio 1862 fu nominato aiutante maggiore in seconda del primo battaglione; fu richiamato in servizio come sottotenente del 212º battaglione con decreto del 20 maggio 1866; fu promosso luogotenente con decreto del 7 giugno 1866 e nominato aiutante maggiore il 26 agosto 1866.

## Memoria
Fu commemorato ufficialmente dal Senato del Regno d'Italia dopo la sua morte. La villa di famiglia a Pozzallo, oggi nota come Villa Tedeschi, ospita la Biblioteca comunale. Il 28 ottobre 1960 il Comune di Pozzallo gli conferì la cittadinanza onoraria postuma per l’impegno civico e il legame con la città.